# Lakeview (Washington)
Lakeview és una concentració de població designada pel cens dels Estats Units a l'estat de Washington. Segons el cens del 2000 tenia 797 habitants.

## Demografia
Segons el cens del 2000, Lakeview tenia 797 habitants, 336 habitatges, i 233 famílies. La densitat de població era de 269,9 habitants per km².
Dels 336 habitatges en un 22,6% hi vivien nens de menys de 18 anys, en un 56,8% hi vivien parelles casades, en un 9,5% dones solteres, i en un 30,4% no eren unitats familiars. En el 26,2% dels habitatges hi vivien persones soles el 14,6% de les quals corresponia a persones de 65 anys o més que vivien soles. El nombre mitjà de persones vivint en cada habitatge era de 2,37 i el nombre mitjà de persones que vivien en cada família era de 2,79.
Per edats la població es repartia de la següent manera: un 24% tenia menys de 18 anys, un 5% entre 18 i 24, un 18,9% entre 25 i 44, un 27,9% de 45 a 60 i un 24,2% 65 anys o més.
L'edat mediana era de 48 anys. Per cada 100 dones de 18 o més anys hi havia 94,2 homes.
La renda mediana per habitatge era de 30.588 $ i la renda mediana per família de 35.313 $. Els homes tenien una renda mediana de 31.607 $ mentre que les dones 21.563 $. La renda per capita de la població era de 17.448 $. Aproximadament el 13,4% de les famílies i el 18,6% de la població estaven per davall del llindar de pobresa.

## Poblacions més properes
El següent diagrama mostra les poblacions més properes.